# Utu
Utu je sumerski bog Sunca, čije ime znači "Sunce". On je najstariji sin Nane, Mjeseca i njegove nećakinje Ningal, te brat Inane i Iškura. U Babiloniji i Asiriji, Utuu odgovara bog Šamaš. 

## Karakteristike
Utu je prikazivan s rogatom kacigom i maljem, ponekad kako stoji na planini. Za njega se govorilo da se svako jutro diže iza planina na istoku, te zalazi iza planina na zapadu.
Marduk, glavni babilonski bog, bio je zvan "AMAR.UTU" - "tele Utuovo" ili "mladi bik Sunca".